# ریبه
ریبه (به دانمارکی: Ribe)(به آلمانی: Ripen) نام کهنترین شهر کشور دانمارک است. این شهر در جنوب باختری یوتلاند جای‌دارد. همکنون این شهر بخشی از شهرداری اسبیرگ است.

## تاریخچه
این شهر در نخستین دهه از سدهٔ هشتم پس از زایش پی ریزی‌شد. نخستین کلیسای اسکاندیناوی در ۸۶۰ میلادی در این شهر برپاگردید.